# Еріх Редер
Е́ріх Йо́ган Альбе́рт Ре́дер (нім. Erich Johann Albert Raeder; 24 квітня 1876, Вандсбек, Німецька імперія — 6 листопада 1960, Кіль, ФРН) — німецький військовий діяч часів Веймарської республіки та Третього Рейху, грос-адмірал (1939), головнокомандувач військово-морських сил Веймарської республіки — Рейхсмаріне (1928—1935) та Третього Рейху — Крігсмаріне (1935—1943). Кавалер Лицарського хреста Залізного хреста (1939), доктор філософії (Кільський університет імені Крістіана Альбрехта, 1926).
Прихильник тактики тотальної війни на морі, відомий тим, що доклав неймовірних зусиль для створення німецького лінійного флоту, який, однак, не став надійною опорою для домінування Третього Рейху на морі й був майже повністю знищений під час Другої світової війни.
На Нюрнберзькому процесі засуджений до довічного ув'язнення як один з головних воєнних злочинців. 1955 року звільнений за станом здоров'я.
Військова кар'єра
- 16 квітня 1894 — кандидат в кадети ВМС
- 13 травня 1895 — кадет ВМС
- 25 жовтня 1897 — унтер-лейтенант-цур-зее
- 1 січня 1899 — лейтенант-цур-зее
- 9 квітня 1900 — обер-лейтенант-цур-зее
- 21 березня 1905 — капітан-лейтенант
- 15 квітня 1911 — корветтен-капітан
- 26 квітня 1917 — фрегаттен-капітан
- 29 листопада 1919 — капітан-цур-зее
- 1 серпня 1922 — контр-адмірал
- 10 вересня 1925 — віце-адмірал
- 1 жовтня 1928 — адмірал
- 20 квітня 1936 — генерал-адмірал
- 1 квітня 1939 — грос-адмірал

## Життєпис
Еріх Йоґан Альберт Редер народився 24 квітня 1876 року в передмісті Гамбургу в курортному містечку Вансдек, у протестантській родині шкільного вчителя Ганса Редера, викладача англійської та французької мови в приватній гімназії. Дід Еріха по материнській лінії, Альберт Гартман, був придворним музикантом при королівському дворі, а мати прищепила синові любов до музики, яку той проніс через усе життя.

### Початок військової кар'єри
Після школи юний Редер за власним бажанням вирішив вступити на службу до кайзерівського флоту, бо, попри відсутність дворянського титулу, у майбутньому він міг стати морським офіцером. 16 квітня 1894 молодий Еріх Редер прибув у Кіль до військово-морського училища, де незабаром став одним з перших за успішністю, а 1895 року — найкращим випускником класу; брав участь у походах по Балтиці і до островів Вест-Індії. З травня 1895 року прийнятий на дійсну військову службу — кадетом Кайзерліхмаріне (нім. Kaiserliche Marine) — Військово-морських сил Німецької імперії.

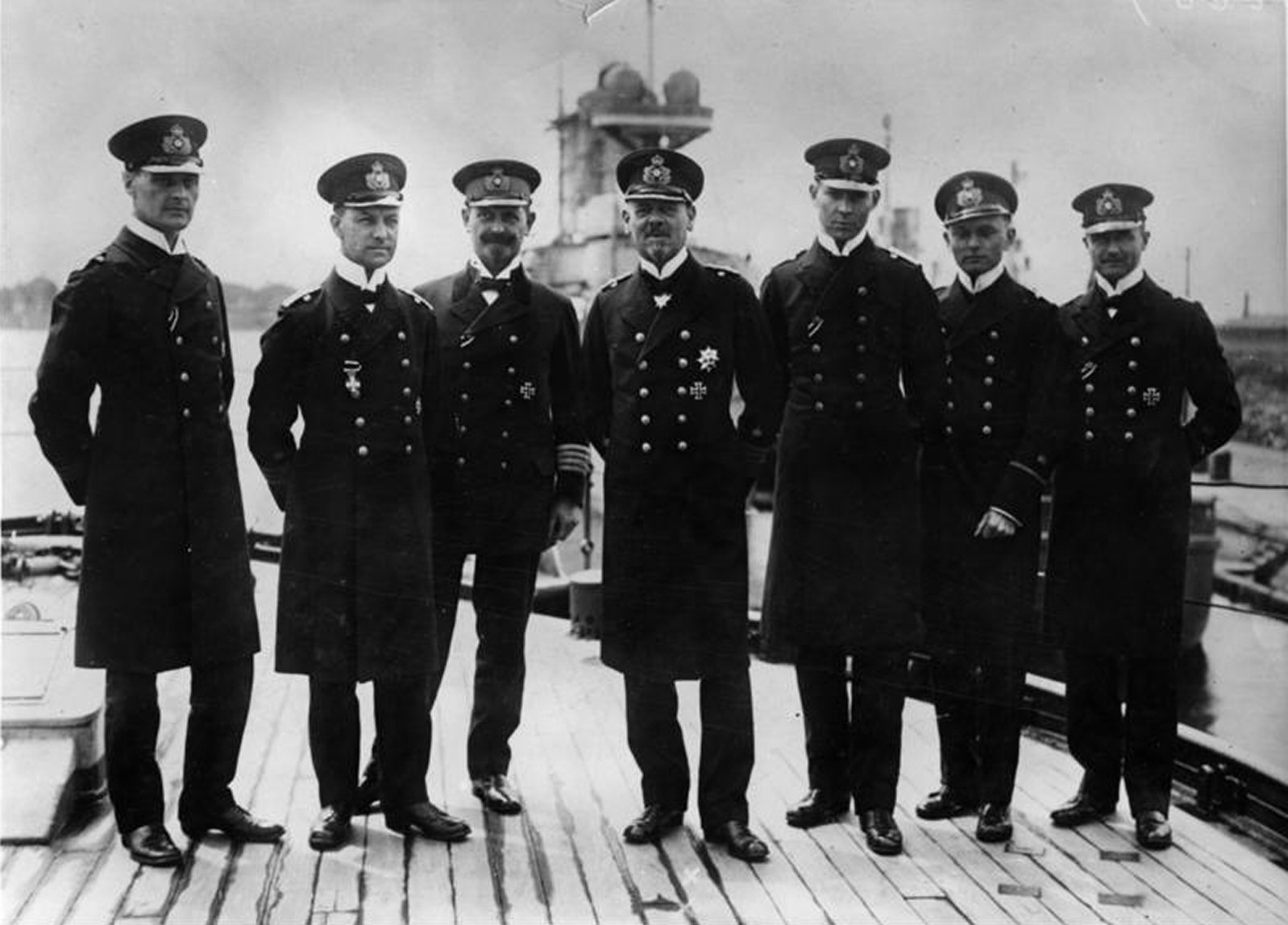
Віце-адмірал Франц фон Гіппер з офіцерами свого штабу під час Ютландської морської битви. Еріх Редер стоїть другим ліворуч. 1916

25 жовтня 1897 року, після завершення навчання в училищі, Еріх Редер отримав після випуску військове звання унтер-лейтенант-цур-зее й був призначений вахтовим офіцером на броненосці «Саксен». Незабаром молодий морський офіцер, що відмінно зарекомендував себе з перших днів служби, переведений на лінкор «Дойчланд» — флагманський корабель командира Східної ескадри принца Генріха. Тут він став членом штабу принца, а також перейняв керівництво корабельним оркестром, через свою любов до музики. Наприкінці 1897 року «Дойчланд» вирушив на Далекий Схід. Принц Генріх протегував молодому офіцеру, брав його із собою в поїздки до Циндао, Порт-Артура, Владивостока, Японію, Корею, Сайгон та на Філіппіни.
Після повернення 1901 року Еріха призначили в Кілі офіцером-наставником, але через кілька місяців принц Генріх, який командував 1-ю ескадрою лінійних кораблів, перевів його на новий флагман «Кайзер Вільгельм дер Гроссе». 1903 року Редер вступив до військово-морської академії, де вчився два роки. Під час навчання на три місяці їздив у відрядження до Росії для вдосконалення знань з російської мови (англійською та французькою він володів).
Після успішного завершення навчання в академії Редер служив штурманом на броненосці берегової оборони «Фрітьоф». 1 квітня 1905 року моряка перевели до управління інформації Кайзерліхмаріне; він завідував відділом закордонної преси, редагував часопис «Морський огляд» (нім. Marine Rundschau) і щорічник «Наутікус» (нім. Nautikus). Редер добре писав, умів прислухатися до чужої точки зору. 1908 року його призначено штурманом на броненосному крейсері «Йорк». Згодом на молодого старанного морського офіцера звернув увагу кайзер Вільгельм II, який 1910 року взяв його штурманом на імператорську яхту «Гогенцоллерн». З цього часу Редер став переконаним монархістом. Навіть у ті роки, коли він командував Крігсмаріне, на його вимпелі була емблема кайзерівського флоту.

### Перша світова війна
1911 року Еріху Редеру було присвоєне звання корветтен-капітана, а 1 жовтня 1912 року його призначено старшим офіцером штабу (з 1917 року — начальником штабу) віце-адмірала Франца фон Гіппера, що командував крейсерськими силами німецької Атлантичної ескадри.
Під час Першої світової війни Редер брав участь у найбільших морських битвах, зокрема в бою на Доггер-банці 24 січня 1915 року та в Ютландській битві 31 травня — 1 червня 1916. Під час Ютландського бойовища він особисто перебував на флагманському кораблі фон Хіппера лінкорі «Лютцові» і дивом залишився живим при влученні снаряда в рубку. Лінкор від отриманих пошкоджень затонув, і Редеру довелося переміщатися зі своїми штабними офіцерами на лінійний крейсер — «Мольтке». Редер спланував кілька операцій з постановки мінних загороджень і обстрілу берегів Великої Британії.
У січні 1918 року Еріх Редер отримав посаду командира новітнього легкого крейсера «Кельн», з жовтня того ж року — начальник Центрального бюро командування Кайзерліхмаріне. За час світової війни неодноразово отримував високі нагороди. Так, у листопаді 1914 нагороджений Залізним хрестом 2-го ступеня, а в лютому 1915 року — Залізним хрестом 1-го ступеня.

### На службі Веймарської республіки
14 жовтня 1918 року, за місяць до завершення Першої світової війни, Еріх Редер отримав призначення на посаду начальника Центрального департаменту Рейхсміністерства (нім. Reichsmarineamt) ВМС Німеччини. Після листопадового повстання в Кілі, втечі імператора й організації Веймарської республіки він був втягнутий у політичну боротьбу. Домагаючись не допустити, щоб до командування флотом прийшов «лівий», він особисто переконав міністра оборони Густава Носке, що на чолі військово-морських сил має бути людина, що має довіру в офіцерів, і рекомендував адмірала Адольфа фон Трота, начальника управління особового складу. А. фон Трота був призначений і доклав неймовірних зусиль, щоб обійти обмеження Версальського мирного договору і зберегти флот для Німеччини.
Після війни Редера залишили на попередній посаді, де він багато зробив для збереження залишків флоту та офіцерських кадрів. У березні 1920 брав участь у невдалому Капповському путчі; пізніше, цього ж року, його перевели до архіву ВМС, де пропрацював близько двох років. В архіві він вивчав стратегію і тактику німецького флоту періоду світової війни. Оприлюднив низку наукових робіт, його вважали великим теоретиком у галузі крейсерських операцій. 1922 року Еріх Редер отримав військове звання контрадмірала німецького флоту. За період 1922—1923 він підготував і видав книги з теорії та практики ведення крейсерської війни: «Крейсерська війна в зарубіжних водах», «Крейсерська ескадра», "Діяльність легких крейсерів «Емден» і «Карлсруе» і «Війна на морі». У вільний від роботи час вивчав курс філософії і політології в Берлінському університеті і мав стати доктором цих наук.

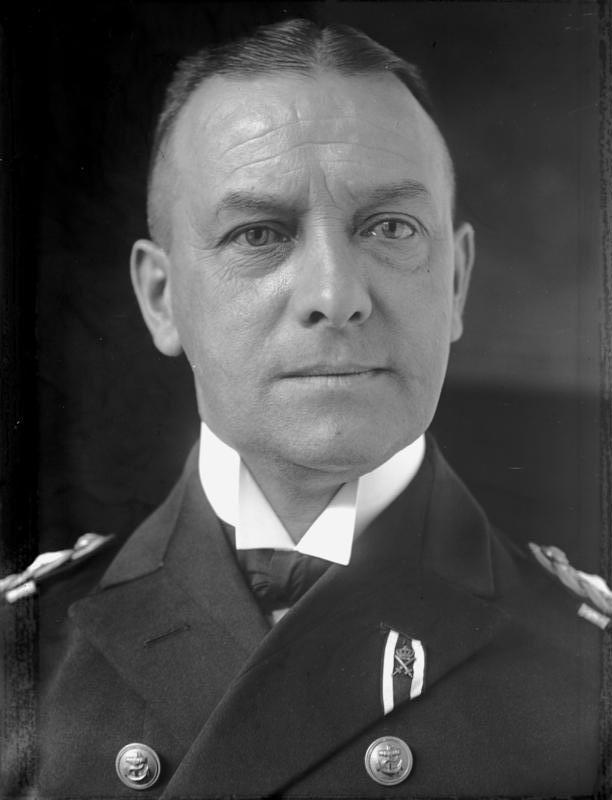
Адмірал Еріх Редер. Жовтень 1928

З 1923 року — інспектор військово-морських навчальних закладів. 19 вересня 1924 року Еріх Редер обійняв посаду командувача крейсерськими силами Північного моря. У січні 1925 року йому присвоєно чин віцеадмірала, його було призначено начальником Балтійського військово-морського району. На цьому посту адмірал прославився завдяки твердому почуттю службового обов'язку і неухильному дотриманню заповідей офіцерського кодексу честі.

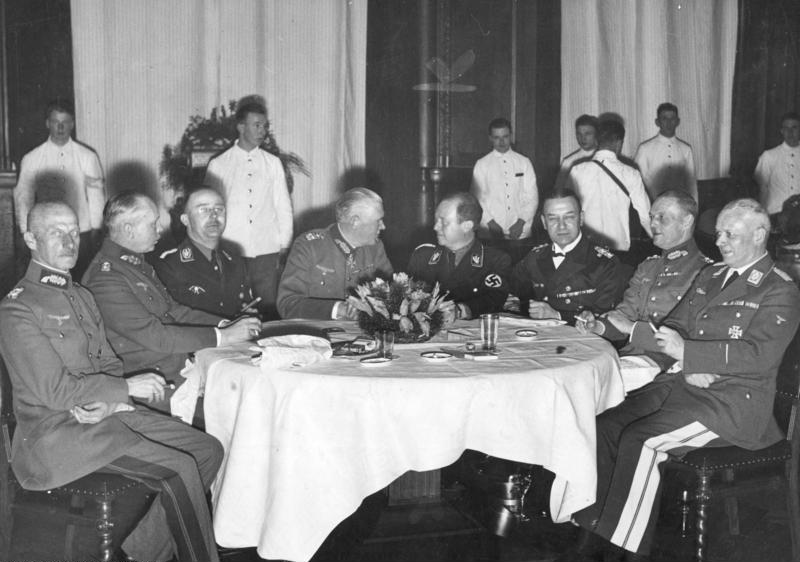
Вищий генералітет Третього Рейху: генерал артилерії В.фон Лееб, генерал артилерії В.фон Фріч, рейхсфюрер СС Г.Гіммлер, генерал-полковник В.фон Бломберг, обергрупенфюрер П. Кьонер, адмірал Е.Редер, генерал від інфантерії Г.фон Рундштедт та генерал авіації Е.Ваченфельд. 13 січня 1935

У серпні 1927 року у Веймарській республіці надбанням суспільства стали факти таємного фінансування будівництва військових кораблів, заборонених Версальським договором. Одна з газет оприлюднила інформацію про існування особливих секретних грошових фондів, призначених для переозброєння ВМФ, які були в розпорядженні капітана-цур-зее Вальтера Ломана з відділу морського транспорту та капітана-цур-зее Готфріда Хансена з відділу озброєнь. Крім цього, викрили, що на одній з контрольованих фірмою Круппа турецьких верфей будувалися спроєктовані в Німеччині підводні човни. «Скандал Ломана» спричинив парламентське розслідування, у результаті якого була проведена зміна вищого військового командування, зокрема міністра оборони і глави військово-морського командування адмірала Ганса Адольфа Ценкера. Тепер вимагали замінити його прореспублікансько налаштованим адміралом. Еріх Редер був найкращою кандидатурою. Його висуненню зовсім не зашкодив той факт, що рейхспрезидент Пауль фон Гінденбург ставився до нього з великою симпатією.
1 жовтня 1928 року, за згодою рейхстагу, Редера призначено начальником Головного морського штабу Рейхсмаріне.
На новій, вищій для морського офіцера посаді для початку адмірал вирішив зробити свій авторитет незаперечним і заявив, що будь-яке його розпорядження має виконуватися беззаперечно. Потім Редер провів акцію, яку його недоброзичливці охрестили «полюванням на великого тюленя», яка полягала в тому, що кількох вищих офіцерів флоту змусили піти у відставку, нібито для того, щоб дати дорогу молодшим і талановитішим. Однак, як писав відомий дослідник історії Крігсмаріне Чарлз Томас, «Редер не переставав піклуватися про те, щоб ніхто з його обдарованіших підлеглих не зміг зазіхнути на його авторитет, і протягом усього часу, поки він очолював флот, критикувати командувача було смерті подібно».
Водночас, із приходом до влади, Редер почав утілювати в життя концепцію «збалансованого» флоту, яка зрештою стала згубною для Крігсмаріне і несприятливо позначилася на результатах Другої світової війни для Німеччини. Редер хотів мати у флоті всі типи бойових кораблів, але найбільше покладався на так звані «кишенькові лінкори» — легкі лінійні крейсери, які «могли піти від будь-якого, хто захоче їх потопити, і потопити будь-кого, кого зможе наздогнати». Еріх Редер розгорнув будівництво великих надводних кораблів, а також заохочував будівництво вантажних суден, які легко можна було конвертувати у допоміжні крейсери, і рибальських траулерів, які могли переробляти в мінні тральники. Більш приховано, ніж за Ценкера, тривало виготовлення підводних човнів.

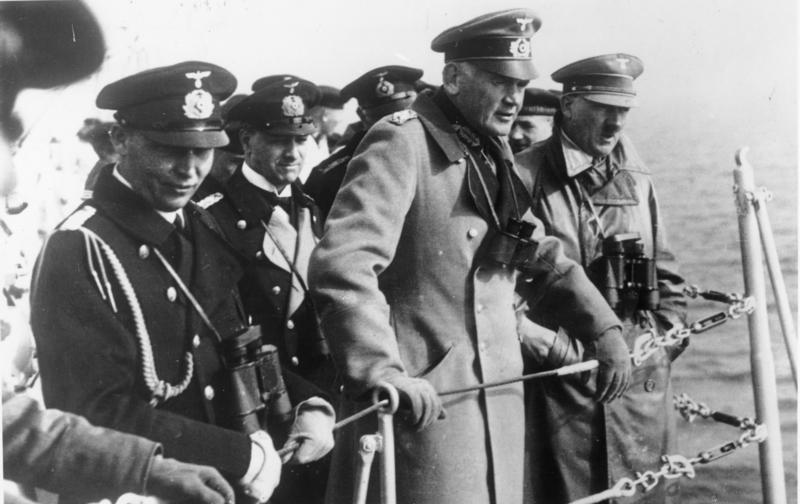
Адольф Гітлер, Вернер фон Бломберг та Еріх Редер на борту німецького крейсера «Дойчланд». Квітень 1934

Моряки Рейхсмаріне недолюблювали Редера за дріб'язковість, з якою він чіплявся до їхнього зовнішнього вигляду і порядку на березі. Він був здатний влаштувати рознос командиру підводного човна, що повернувся з тривалого походу, за неохайний вигляд екіпажу. Строгий і мовчазний, адмірал не мав почуття гумору. Він домагався, щоб на флоті служили добре дисципліновані, навчені, люди, що абсолютно не цікавляться політикою. Редер дійшов до того, що уявив себе охоронцем моральності всього офіцерського корпусу, включаючи дружин офіцерів. Одного разу цей ретроград видав наказ, який забороняв офіцерським подружжям коротко стригти волосся, користуватися косметикою, носити короткі спідниці і фарбувати нігті!

### Співпраця з нацистами
У січні 1933 року начальник Головного морського штабу Рейхсмаріне підтримав прихід Адольфа Гітлера до влади. Водночас, Еріх Редер з деякими застереженнями вітав появу на політичній арені націонал-соціалізму, сподіваючись, що зможе без перешкод здійснювати свою програму будівництва флоту, однак, будучи обережним, не виступав і проти інших партій, здатних у майбутньому створити уряд. Але до влади прийшли саме нацисти. 2 лютого 1933 року Редер уперше зустрівся з Адольфом Гітлером і описував його, як «…непересічну людину, народжену вести за собою людей». Гітлер і сам був радий мати Редера на чолі Крігсмаріне, тому що адмірал суворо обмежував свої амбіції рамками цього відомства, лояльно ставився до режиму і став прекрасним радником фюрера з військово-морських питань, у яких той, за власним визнанням, нічого не тямив. Тому незабаром фюрер схвалив запропоновану останнім програму переозброєння флоту.

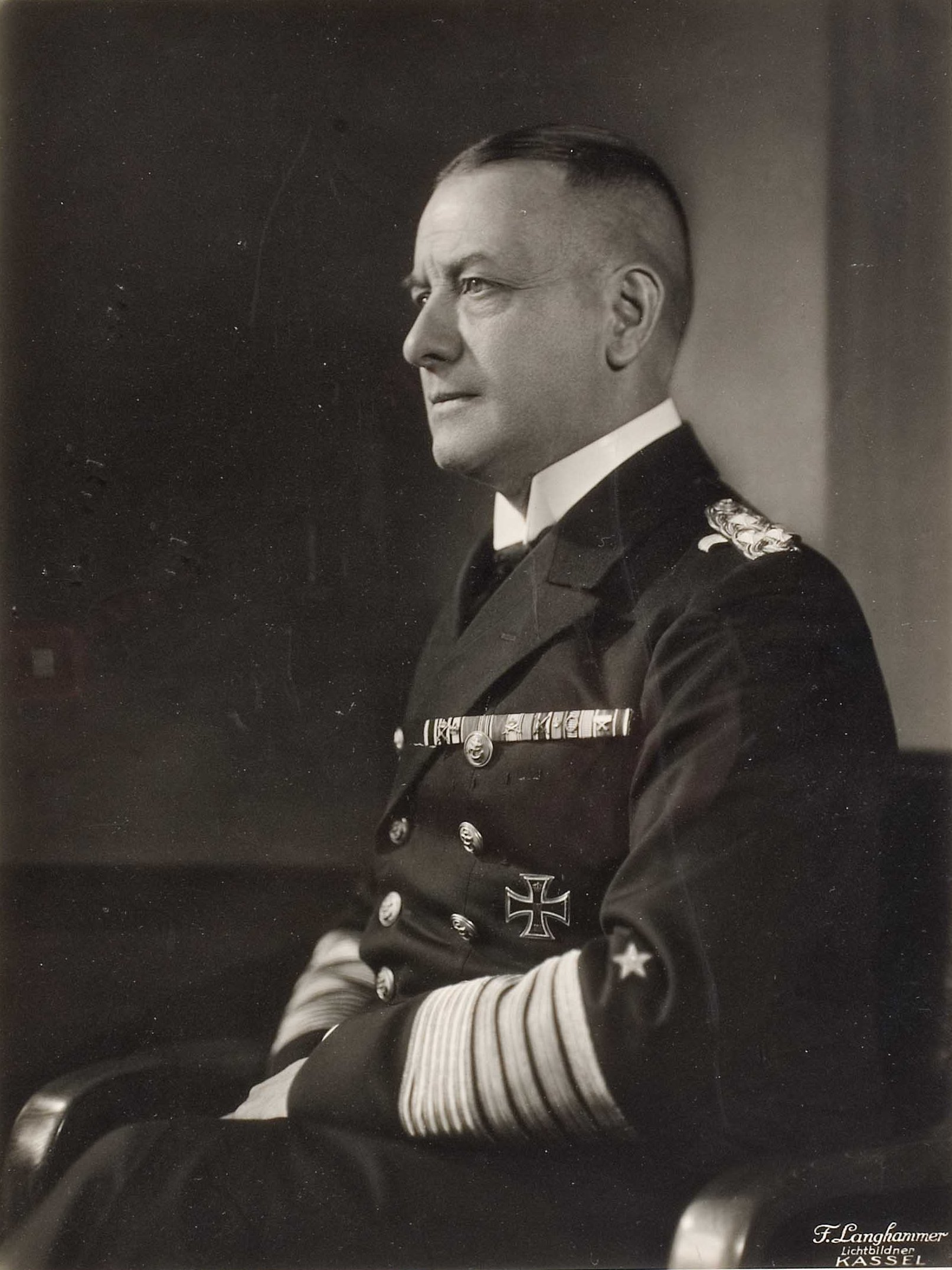
Адмірал Еріх Редер. 1936

У березні 1935 року Гітлер в односторонньому порядку денонсував Версальський договір, і програму Редера з будівництва флоту почали реалізовувати повною мірою. 18 червня 1935 року в Лондоні уповноважений посол рейху Йоахім фон Ріббентроп підписав англо-німецьку військово-морську угоду, відповідно до якої Німеччина обмежувала загальний тоннаж своїх надводних сил до 35 % щодо надводних сил Об'єднаного Королівства. При цьому кількість субмарин не обмежувалася, і Німеччина могла мати їх стільки, скільки їй було необхідно для збереження паритету. Гітлер і Редер були в захваті, оскільки здавалося, що угода виключає Велику Британію з числа противників рейху. Адмірал заборонив офіцерам ОКМ (нім. Obercommando der Kriegsmarine — головне командування ВМФ) будь-які згадки про можливу війну з «туманним Альбіоном» навіть в умовних штабних навчаннях.
Програма будівництва німецького флоту, апологетом якої був Редер, передбачала досягнення відносного паритету з британськими ВМС до 1944 року. Але з самого початку її реалізація дуже відставала від запланованих термінів. До осені 1939 року в розпорядженні Редера виявилося лише чотири споруджуваних лінкори різного ступеня готовності проти 12 готових у британців і два лінійних крейсери проти трьох британських. Дев'яти британським авіаносцям Третій Рейх не міг протиставити жодного свого.
У найкоротший термін, зокрема й завдяки енергійним зусиллям Редера, Німеччині вдалося підняти свої ВМС на належний рівень, ввести в дію нові, надсучасні кораблі. З 1936 року розпочалося будівництво гігантських лінкорів: «Бісмарк» водотоннажністю 41 700 тонн і «Тірпіц» — 42 900. У наступні два роки зі стапелів зійшли лінкори «Шарнхорст» і «Гнейзенау», а також легкі крейсери «Лейпциг» і «Нюрнберг». Дещо пізніше за ними пішли важкі крейсери «Хіппер» і «Блюхер». У цей же період будувалася велика кількість есмінців і субмарин. Була створена 1-ша підводна флотилія під командуванням капітана-цур-зее Карла Деніца.
1935 року статус Редера змінився, адже він став головнокомандувачем Крігсмаріне. 20 квітня 1936 Гітлер, з нагоди свого 47-річчя, присвоїв Редеру звання генерал-адмірала, а 1937 року той став почесним членом НСДАП.
1938 року проявилися перші конфліктні ситуації між фюрером і головнокомандувачем ВМС. Гітлер став дорікати Редеру за низькі темпи кораблебудування, на що той відповів, що через широкий розмах інших проєктів фюрера на корабельнях бракує матеріалів і фахівців, зокрема відчувається гостра нестача кваліфікованих зварників і монтажників. Гітлер зажадав прискорити будівництво лінійних кораблів, Редер дав вказівку головному штабу ВМС відповісти, що необхідно заморозити невійськові проєкти і звільнити робітників для військового виробництва. Але Гітлер, проігнорувавши його аргументи, вимагав прискорити темпи виробництва кораблів, спустити на воду «Бісмарк» і «Тірпіц» уже на початку 1940 року, розробити канонерський підводний човен і запустити в масове виробництво субмарин типу VII. Однак програма будівництва флоту дедалі більше відставала від термінів, запланованих Гітлером.
Особливо погіршував ситуацію той факт, що керівництво 4-річним економічним планом і розподіл промислових ресурсів було зосереджено в руках рейхсмаршала Германа Герінга. Обидва зневажали і ненавиділи один одного. Редер ненавидів Герінга за те, що той зірвав усі його спроби створити в складі Крігсмаріне морську авіацію, і за те, що «товстий Герман» зіграв вельми непривабливу роль у справі Бломберга-Фріча. Герінг же, зі свого боку, підривав репутацію Редера в ставці Гітлера, ставлячи під сумнів його політичні погляди, звертаючи увагу фюрера на те, що адмірал підозріло часто ходить до церкви, і даючи спотворену інформацію про стан справ на флоті.
Редер особливо з цього приводу не турбувався, мотивуючи це тим, що фюрер йому довіряє і що він особисто сказав, ніби флот знадобиться Німеччини не раніше 1944 року. Генерал-адмірал вірив Гітлеру і діяв відповідно.

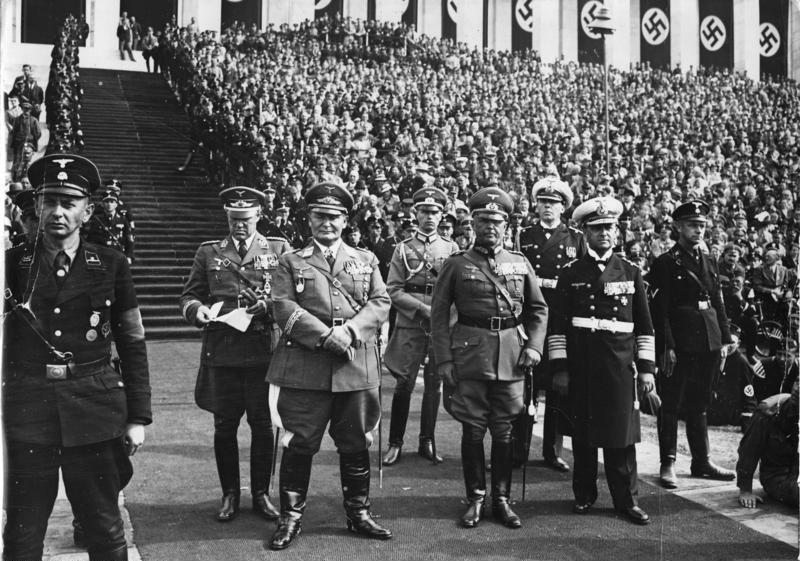
Еріх Редер з Вернером фон Фрічем та Германом Герінгом на з'їзді НСДАП. Нюрнберг. Вересень 1936

Редер був здатний вступити в конфлікт із самим фюрером у справах флоту, навіть якщо те було дуже ризиковано. Зокрема, йому вдалося домогтися від Гітлера, щоб нацисти дали спокій відставному контрадміралу Карлу Кюленталю, наполовину єврею, і навіть забезпечив йому пенсію. Він допомагав і іншим євреям, які служили на флоті, і флотським священникам.
1 листопада 1938 року Гітлер накричав на адмірала, розірвав план розвитку флоту і зажадав посилити захист нових лінійних кораблів та довести чисельність підводних човнів до чисельності британських. Узимку 1938—1939 років Редер попереджав, що в найближчі 2 роки флот не буде готовий до боротьби з Великою Британією. Однак фюрер стверджував, що раніше 1946 року флот не знадобиться. Тому Редер розробив план «Z» (перша буква слова нім. Ziel — ціль), за яким до 1947 року слід було побудувати 4 лінкори типу «Бісмарк», 6 лінкорів типу «Н» з 420-мм гарматами (водотоннажністю більше за 56 000 тон), 4 авіаносці, 15 «кишенькових лінкорів», 5 важких і 44 легких крейсерів, 68 есмінців і 249 підводних човнів. План, представлений 17 січня 1939 року, був схвалений Гітлером, який надав Крігсмаріне перевагу перед авіацією і армією. Задоволений діяльністю Редера, фюрер 1 квітня 1939 року перевів його в грос-адмірали.
Однак незабаром взаємини Редера і Гітлера погіршали через те, що грос-адмірал, затятий поборник офіцерської честі, вимагав звільнити за ганебний шлюб морського ад'ютанта фюрера, а той захищав його. Редер погрожував відставкою і не зустрічався з Гітлером довгий час.

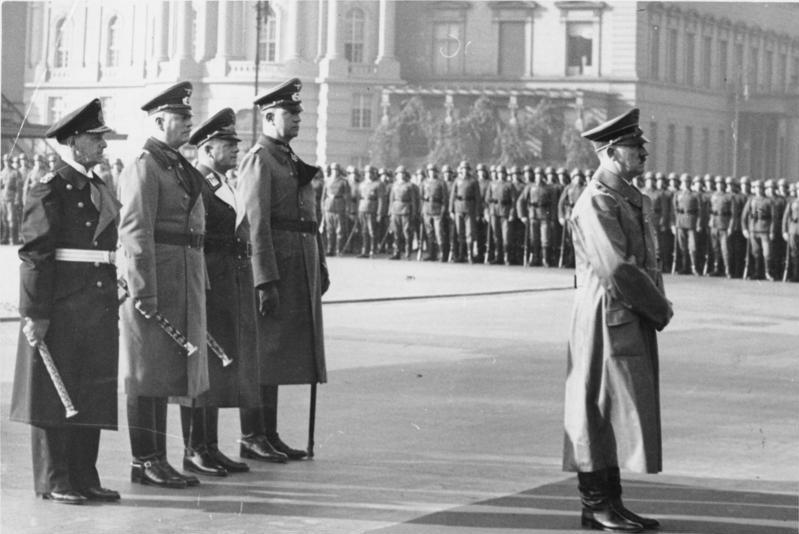
Фюрер Третього Рейху Адольф Гітлер з вищим генералітетом країни (справа наліво: генерал-полковник Фрідріх Фромм, генерал-фельдмаршал Ергард Мільх, генерал-фельдмаршал Вільгельм Кейтель та грос-адмірал Еріх Редер) на державних похованнях адмірала Адольфа фон Трота. 15 жовтня 1940

### Друга світова війна
З початку Другої світової війни Еріх Редер керував діями Крігсмаріне. Опівдні 3 вересня 1939 року, через два дні після вторгнення до Польщі, грос-адмірал Еріх Редер забув про свої образи і прибув до Адольфа Гітлера. Фюрер був упевнений, що Велика Британія не вступить до війни і з нею не доведеться воювати. Однак того ж дня британці оголосили про стан війни з Німеччиною. Оскільки флот до боротьби з британським флотом не був готовий, Редер записав у військовому щоденнику ОКМ: «Нашому надводному флоту не залишається нічого іншого, як тільки демонструвати, що він може відважно вмирати».
Крігсмаріне довелося вступити у війну на 5 років раніше запланованого терміну та всього через 4 роки після початку реалізації програми нарощування надводних сил. Усі сили німецького надводного флоту складалися на той час з двох лінкорів, трьох «кишенькових лінкорів», трьох важких і шести легких крейсерів, а також 34 есмінців і торпедних катерів.
Наприкінці літа 1939 року обидва «кишенькові» лінкори «Дойчланд» і «Граф Шпее» вийшли в Атлантику на комунікації супротивника для полювання на конвої, що слабо охоронялися, і окремими суднами. «Дойчланд» потопив два торговельні судна і в листопаді 1939 року повернувся до Німеччини.
Інакше склалася доля «Графа Шпее». Цей лінкор за три місяці свого рейдерства в Тихому, Атлантичному і Індійському океанах знищив дев'ять британських транспортів. Але 13 грудня він атакував ударну групу британського флоту в районі гирла річки Ла-Плата в Південній Америці. Один важкий і два легких британських крейсери, помилково прийняті за один звичайний крейсер і два есмінці, завдали важких ушкоджень німецькому лінкору, і він був затоплений своєю командою.
Підводна війна розгорнулася пізніше. Найефективнішою зброєю виявилися магнітні міни, які німецькі кораблі і гідролітаки ставили біля берегів Великої Британії. Однак Редер, переконаний у тому, що війни з «володаркою морів» не буде, мало приділяв увагу цьому виду зброї, а Герінг не давав свої літаки, поки запас мін у нього не досяг 5 000 штук. Тим часом британці розгадали секрет магнітних мін, і ця нова зброя, за допомогою якої німецький флот до березня 1940 року потопив 128 торговельних суден, 3 есмінці і 6 допоміжних суден, втратила колишню ефективність.
Мала ефективність флоту, небезпечне співвідношення сил Німеччини і Великої Британії та втрата «Графа Шпее» змусили Гітлера вимагати від моряків активних дій, але дотримуватися обережності. З такими ж вимогами виступав і Редер, який вимагав успіхів без втрат. Він болісно ставився до критики та 21 жовтня 1939 змістив з посади командувача флотом Германа Бема тільки за те, що у формулюванні наказу, підготовленого штабом флоту, запідозрив глузування над одним зі своїх наказів. Однак і наступного командувача Вільгельма Маршалла він звинуватив у тому, що той, успішно провівши в Німеччину «Дойчланд» і потопивши британське озброєне судно «Равалпінді», не став переслідувати бачений у тумані невідомий корабель. Улітку 1940 року, після того, як Маршалл не отримав подяки за вдалі дії біля берегів Норвегії, він удав хворобу, був звільнений у відставку і замінений Гюнтером Лют'єнсом, який не ризикував суперечити Редеру.

#### Норвезька операція
Норвезька операція стала ініціативою Редера. Грос-адміралу вдалося переконати Гітлера, що необхідно випередити британців, які не зупиняться перед порушенням нейтралітету Норвегії, щоб позбавити Третій Рейх шведської руди. Справді, Вінстон Черчілль готував висадку до Норвегії з метою захоплення Нарвіка, Тронгейма, Бергена і Ставангера. Німецький флот випередив. Це була найсерйозніша операція за задумом Редера. Спеціальний штаб розробив висадку десанту трьома ешелонами під прикриттям майже всіх сил флоту. Редер побоювався, що противник завдасть удару по десантних силах, що підходять. На його вимогу, попри опір Деніца, для протидії розгорнули 42 підводні човни.
Помилково британський Хоум Фліт (англ. Home Fleet), що вийшов у море 7 квітня 1940 року, попрямував до північної частини Північного моря, щоб перекрити німецьким кораблям вихід до океану. Однак і без його участі німецькі сили зіткнулися із затятим опором норвежців. Вогнем берегових батарей, а також атаками британської авіації і підводних човнів були знищені важкий крейсер «Блюхер», легкий крейсер «Кенігсберг», виведений з ладу «кишеньковий» лінкор «Лютцов» (колишній «Дойчланд»). Чимало есмінців було затоплено і в Нарвіку. Загибель «Блюхера» та серйозні пошкодження «Лютцова», посланих фюрером усупереч запереченням грос-адмірала, порушували його плани ведення війни на союзних комунікаціях. Однією з причин великих втрат і малої ефективності також були несправні детонатори (контактні і магнітні). Часто німецькі підводники стріляли з вигідного положення, але торпеди не вибухали. Заснована Редером комісія встановила причини й оголосила винних. Однак головним винуватцем, про якого не говорили, був сам Редер, якому віцеадмірал Фрідріх Геттінген, начальник торпедної інспекції ОКМ, двічі до початку війни доповідав про брак детонаторів.
Попри заперечення командувачів оперативних командувань «Схід» і «Захід», які вважали за необхідне зберегти невеликі наявні сили, у травні Редер наполіг на застосуванні головних сил флоту для знищення конвоїв британців, які 24 квітня 1940 висадилися в Норвегії. Грос-адмірал наказав адміралові Маршаллу обстріляти британську військово-морську базу в Харстаді, щоб полегшити становище альпійських стрільців, котрі залишалися в Нарвіку, а потім на вимогу Гітлера наказав підтримати загін Фойрштейна, який пробивався з Тронгейма на допомогу Дітлю. Коли Маршалл спитав, який наказ виконувати першим, Редер відповів: «Обидва».
Маршалл з лінкорами «Шарнгорст», «Гнейзенау», крейсером «Хіппер», 4 есмінцями і танкером «Дитмаршен» попрямував до Нарвіка. Дізнавшись 7 червня, що британці вивели з Нарвіка 3 конвої, Маршалл усупереч наказу кинувся на їхнє перехоплення. Німецьким кораблям вдалося потопити авіаносець «Глоріус», кілька суден і ескортних кораблів. Влучення британської торпеди в «Шарнгорст» змусило Маршалла йти на ремонт у Тронгеймі, не добивши британський конвой. Однак Редер не схвалив дії Маршалла, що незабаром послужило підставою для заміни його слухнянішим Лют'єнсом.

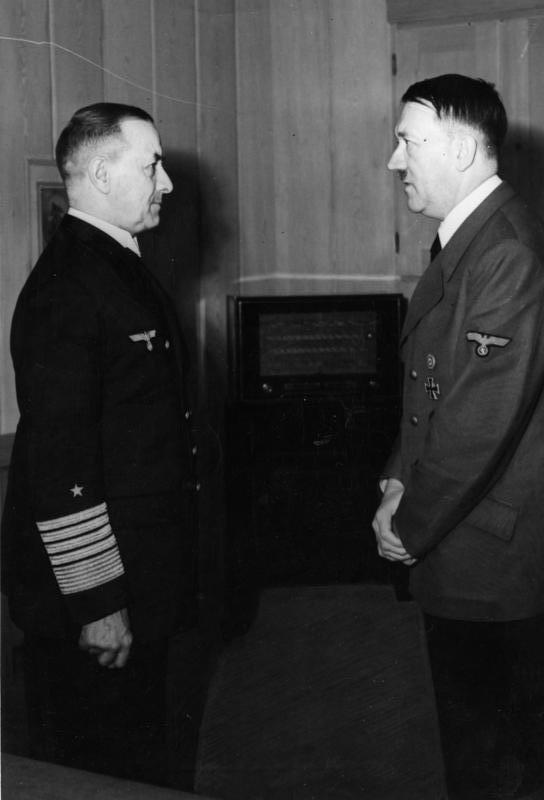
Еріх Редер на зустрічі з Гітлером. Лютий 1943

#### Керівництво флотом
10 жовтня 1939 року Редеру довелося відмовитися від плану «Z». Грос-адмірал, який раніше недооцінював значення підводних човнів, запропонував Гітлеру перенести центр уваги на розвиток підводного флоту і будувати по 29 U-Boot щомісяця замість 2. Гітлер доручив вивчити це питання Кейтелю, а той направив Редера до Герінга — давнього ворога Редера. Не отримавши підтримки, він був змушений відмовитися від задуму, щоб не гальмувати будівництво великих кораблів, на які покладав надію. Від програмного збільшення підводного флоту довелося відмовитися.
10 червня 1940 року Королівство Італія оголосило війну Великій Британії, що було на руку Редеру. Він вважав, що після поразки Французької республіки Третьому Рейху треба було взяти під повний контроль Середземномор'я, вибивши британські та союзні їм війська з цього регіону. Але спроби грос-адмірала схилити Гітлера до перенесення основного удару з СРСР на Середземноморський театр дій були марні. Німецьке верховне командування воліло вести суто континентальну війну. Середземномор'я було для Гітлера другорядним театром інтересів, де треба було захищати італійців від британців, водночас для британців цей напрямок війни тривалий час був головним театром воєнних дій.
До весни 1941 року Редер отримав надію на успіх своїх дій щодо блокади Великої Британії. Готувався до вступу у стрій німецький лінкор «Бісмарк», закінчувалося будівництво однотипного йому «Тірпіца». Лінійні крейсери «Шарнгхорст», «Гнейзенау», важкі крейсери «Адмірал Шеєр» і «Хіппер» місяцями були в Атлантиці, потопили велику кількість транспортів противника, причому британцям жодного разу не вдалося вступити з ними у вогневий контакт.

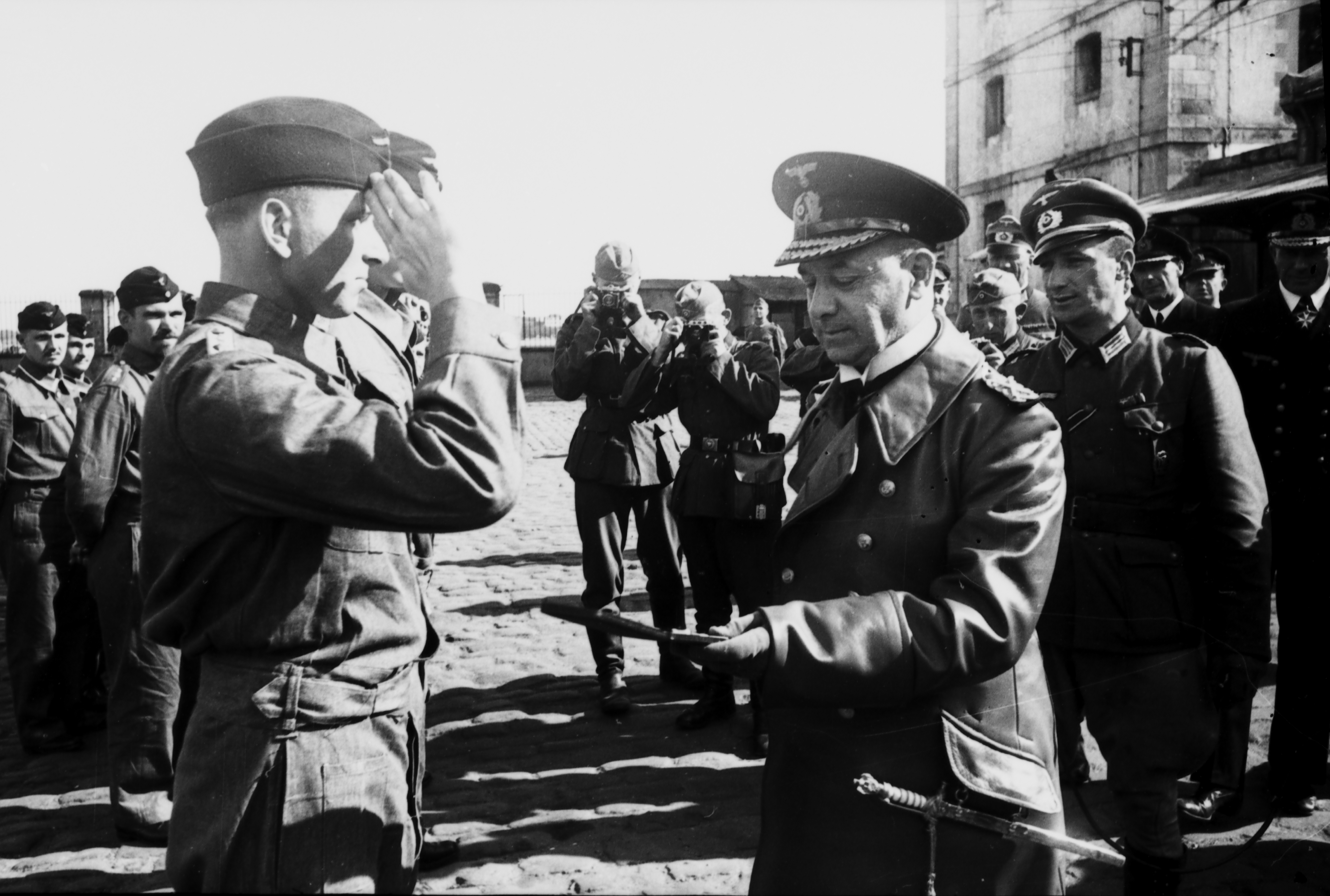
Головнокомандувач Крігсмаріне Еріх Редер вітає командира U-Boot U-99 О.Кречмера. Окупована Франція. Серпень 1940

З метою підготовки до вторгнення на Британські острови через Ла-Манш, головнокомандувач Крігсмаріне Редер зібрав понад 3 000 різних плавзасобів, що включали старі діряві посудини. Однак вторгнення було скасоване, бо сили прикриття були мізерні, і досить було одному боєздатному кораблю опинитися в протоці, щоб знищити армію вторгнення на воді.
11 липня 1940 року Редер знову зустрівся з Гітлером, і під час наради було вирішено, що будівництво «супер-лінкорів» H-класу, передбачене планом «Z» і призупинене з початком війни у вересні 1939 року, повинно відновитися.
У травні 1941 року лінкор «Бісмарк» отримав наказ вийти в море у супроводі важкого крейсера «Принц Ойген». Очолив це з'єднання адмірал Гюнтер Лют'єнс. Але німецькі кораблі з самого початку походу переслідували невдачі. Ще під час переходу до Норвегії їх виявила британська авіарозвідка. Вихід з'єднання з норвезького фіорду також не залишився непоміченим. У результаті 24 травня два німецьких кораблі зустрілися між Ісландією та Гренландією з британськими лінкорами «Худ» і «Принц Уельський», які вийшли на їх перехоплення. «Бісмарк» потопив «Худ», але й сам отримав важкі пошкодження. 26 травня британські торпедоносці пошкодили кермове управління лінкора, і вранці наступного дня він був потоплений у 400 морських милях від Бреста.
Потопивши «Бісмарк», британці стали бомбити французькі порти, прагнучи вивести з ладу «Шарнгхорст», «Гнейзенау» і «Принц Ойген». Наслідком цього став наказ Редера про перехід цих кораблів до Третього Рейху. Британці фактично не стали на заваді цьому переходу, можливо, тому, що тепер могли не боятися виходу німецьких лінкорів і крейсерів в Атлантику.
Тепер німецьке командування ВМС могло розпочати планувати великі операції в Північному морі. Перший великий успіх був досягнутий на початку травня 1942 року, коли німецькі підводні човни і авіація потопили два британських крейсери — «Единбург» і «Тринідад», а також кілька транспортів. Того ж місяця був розбитий ще один конвой, а німецька авіація почала нальоти на Мурманськ і Мурманську залізницю, знищуючи вже доставлені вантажі.
До цього часу німецьке командування ВМС мало для дій на Північному морі потужне з'єднання надводних кораблів. До його складу входили лінкор «Тірпіц», важкий крейсер «Хіппер», «кишенькові» лінкори «Адмірал Шеєр» і «Лютцов», пізніше до них приєднався «Принц Ойген».
4 липня 1942 року німецькі підводні човни й авіація почали розгром сумнозвісного конвою PQ 17. Британське адміралтейство, побоюючись близькості «Тірпіца», фактично кинуло цей конвой напризволяще, відкликавши прикриття задовго до наближення до радянської зони відповідальності. Протягом трьох днів німецькі підводні човни й авіація розстрілювали конвой, потопивши 25 з 35 суден, що входили до складу конвою. У результаті союзники протягом декількох місяців узагалі утримувалися від відправлення конвоїв в Радянський Союз.
Але до осені становище на радянсько-німецькому фронті стало критичним. У вересні було відправлено два конвої, які прибули до Мурманська, втративши 17 транспортів і один есмінець. Потім кілька місяців британці відправляли в СРСР лише поодинокі судна, бо їм були потрібні кораблі для висадки в Північній Африці. Але з подовженням полярних ночей посилання конвоїв відновилися.
З 1941 року Гітлер почав набагато частіше втручатися в справи морського командування. Він висловився проти виходу «Бісмарка» в плавання, і, коли лінкор був потоплений 27 травня, почав втрачати довіру до Редера. Ще менше довіри у фюрера стало після того, як Редер засумнівався в можливості провести кораблі у води Німеччині через Ла-Манш, а операція, розпочата з ініціативи Гітлера, вдалася.

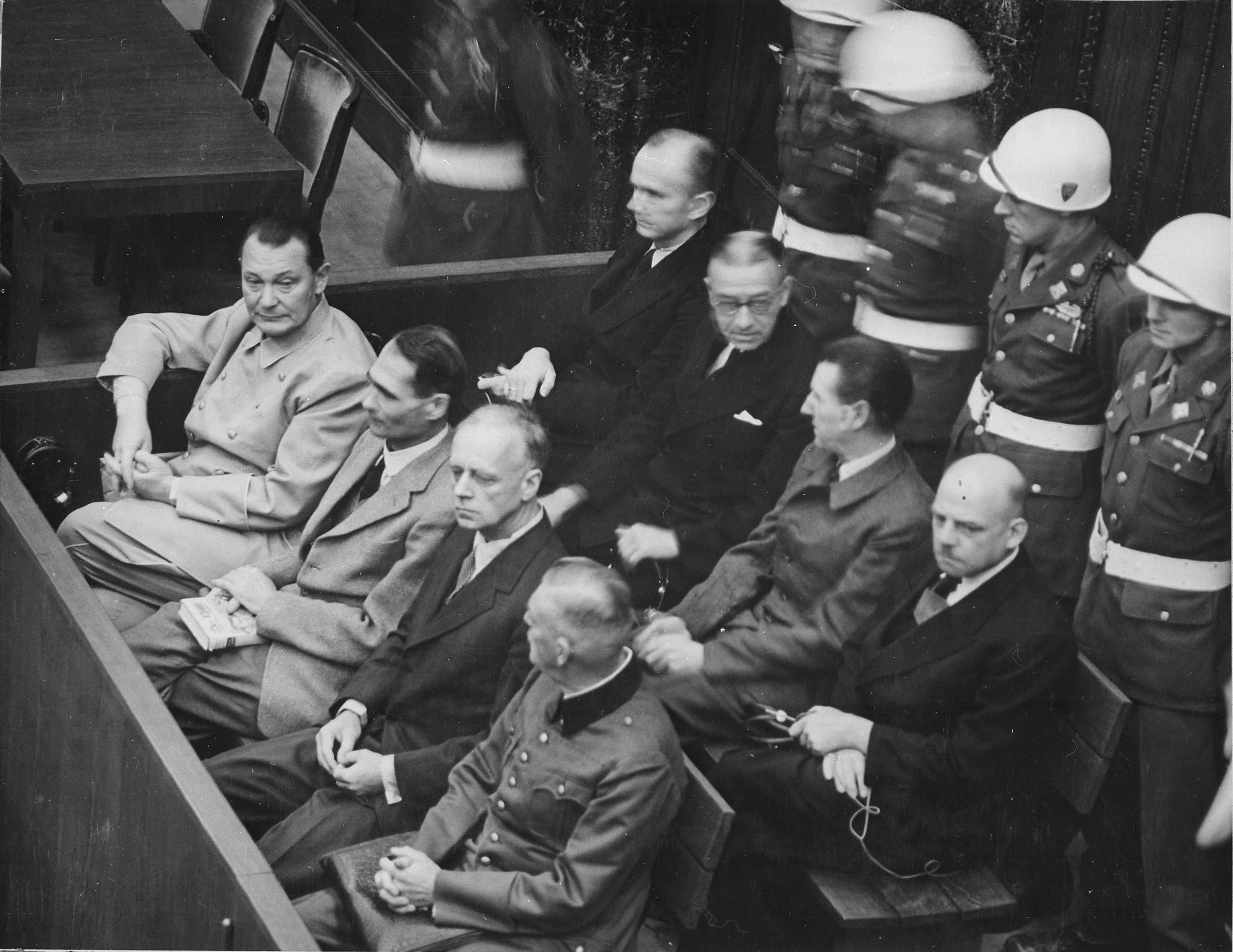
На Нюрнберзькому трибуналі. Відповідачі у своїй ложі (в передньому ряду, зліва направо): Герман Герінг, Рудольф Гесс, Йоахим фон Ріббентроп, Вільгельм Кейтель, (в другому ряду зліва направо): Карл Деніц, Еріх Редер, Бальдур фон Ширах, Фріц Заукель

Але останньою краплею стала невдала спроба «Хіппера», «Лютцова» і 6 есмінців атакувати конвой «JW 51B» наприкінці грудня 1942 року. 31 грудня 1942 року відбувся морський бій, що послужив приводом для відставки Редера. Важкий крейсер «Хіппер» і «кишеньковий» лінкор «Лютцов», супроводжувані шістьма есмінцями, перехопили конвой, що рухався під прикриттям також шести есмінців. Під час бою, що зав'язався, один британський есмінець затонув, а другий був серйозно пошкоджений. Незабаром підійшли два британські крейсери і також вступили в бій. Німецькі кораблі, втративши один есмінець, вийшли з бою. Командував німецькою оперативною групою віцеадмірал О. Кумметц, що мав наказ не ризикувати, уникаючи прямої атаки конвою, проте зіткнувся з двома британськими крейсерами, причому «Хіппер» був пошкоджений, а есмінець загинув. Це бій, який німецькі кораблі не змогли виграти, маючи явну перевагу, призвів до різкого охолодження між Гітлером і Редер.

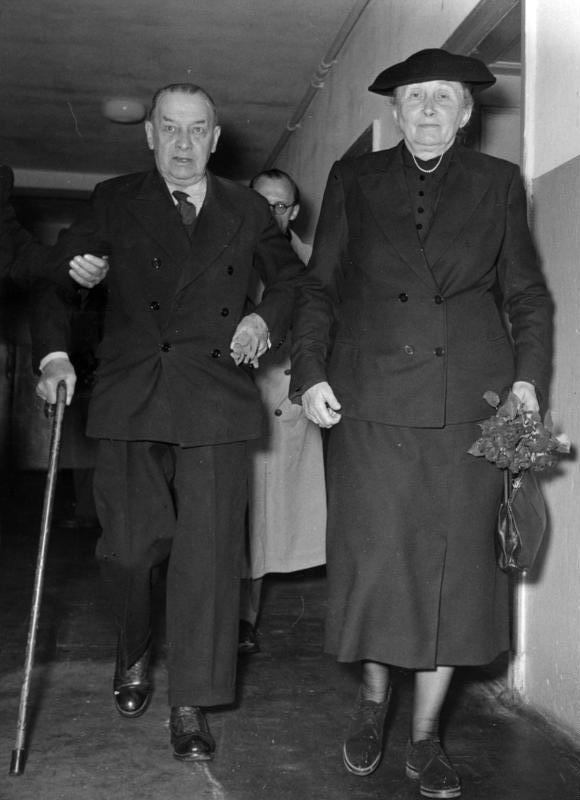
Редер з дружиною під час звільнення з в'язниці Шпандау

Важкі втрати під час проведення окупації Норвегії та дії великих надводних бойових кораблів ув Атлантиці, інтриги у владній верхівці, призвели в січні 1943 до наказу Гітлера про розформування надводного флоту. Керівництво Третього Рейху відверто звинувачувало в усіх поразках флоту Редера. Розлючений Гітлер заявив, що накаже здати на металобрухт усі великі кораблі. Він викликав до себе Редера. Той, приїхавши в Берлін, удав хворого і зустрівся з фюрером тільки через п'ять днів. Проте Гітлер дорікнув йому настільки, що 30 січня 1943 року Редер подав у відставку.
Того ж дня посаду Головнокомандувача ВМС Третього Рейху обійняв Карл Деніц. З виходом у відставку Редер отримав почесний титул Головного інспектора флоту, який мав до кінця війни, не беручи участі в державних справах.

### Повоєнні роки
У травні 1945 року Редера з дружиною заарештовано радянською контррозвідкою, звідки він потрапив до радянського полону. 20 травня 1945 року колишній головнокомандувач німецьких ВМС переніс важкий інфаркт і після лікування був відправлений до Москви, а восени, як військовий злочинець, постав перед міжнародним трибуналом у Нюрнберзі. Грос-адмірал Еріх Редер був визнаний винним і присуджений до довічного ув'язнення, хоча і просив замінити його розстрілом. Вирок відбував у берлінській в'язниці Шпандау. До 17 січня 1955 Редер залишався у в'язниці, після чого його звільнили з-під варти за станом здоров'я.
Моряк оселився в Кілі, де написав книгу «Моє життя» [Архівовано 21 липня 2013 у Wayback Machine.]. Помер він 6 листопада 1960 року в Кілі, у 84-річному віці.

## Нагороди грос-адмірала Еріха Редера
- Орден Подвійного дракону (Китай) 2-го класу (10 жовтня 1898)
- Сталева Китайська медаль (Німецька імперія) (12 грудня 1901)
- Орден Червоного орла 4-го класу (Пруссія) (22 червня 1907)
- Почесний лицар ордена Заслуг герцога Петра-Фрідріха-Людвіга зі срібною короною 2-го класу (Ольденбург) (17 вересня 1907)
- Орден Червоного орла 4-го класу з короною (Пруссія) (5 вересня 1911)
- Командорський хрест ордена Франца Йосифа (Австро-Угорщина) (16 вересня 1911)
- Командорський хрест ордена Спасителя (Грецьке королівство) (14 травня 1912)
- Орден Святого Станіслава 2-го класу (Російська імперія) (16 квітня 1913)
- Залізний Хрест 2-го класу (19 листопада 1914)
- Залізний Хрест 1-го класу (18 лютого 1915)
- Срібна медаль «Імтияз» з шаблями (Османська імперія)
- Галліполійська Зірка (Османська імперія)
- Лицарський хрест Королівського ордена дому Гогенцоллернів з мечами (Пруссія) (5 червня 1916)
- Хрест Фрідріха-Августа (Ольденбург) II (?) та I ступеня (22 серпня 1916)
- Військовий орден «За заслуги» IV ступеня з мечами та короною (Баварське королівство) (20 грудня 1916)
- Медаль за участь у Європейській війні (1915—1918) (Болгарське царство) (20 листопада 1917)
- Хрест «За військові заслуги» III ступеня з бойовою відзнакою (Австро-Угорщина) (4 вересня 1918)
- Великий Білий Хрест «За військово-морські заслуги» (Іспанське королівство) (16 листопада 1928)
- Хрест «За вислугу років» (Прусське королівство)
- Великий Офіцерський Хрест ордена Заслуг із зіркою (Чилі) (вересень 1928)
- Пам'ятна військова медаль з мечами (Угорське королівство) (3 червня 1931)
- Великий офіцер ордена Святих Маврикія та Лазаря (Королівство Італія) (7 травня 1934)
- Великий хрест ордена «За військові заслуги» (Болгарське царство) (28 червня 1934)
- Почесний хрест ветерана війни за 1914-1918 (9 жовтня 1934)
- Орден Заслуг 1-го класу (Угорське королівство) (5 грудня 1934)
- Великий хрест ордена Білої троянди (Фінляндія) (27 лютого 1936)
- Німецький Олімпійський знак 1-го класу (16 серпня 1936)
- Золотий партійний знак НСДАП

```
30 січня 1937
```

- Великий хрест ордена Святих Маврикія та Лазаря (Королівство Італія) (20 вересня 1937)
- Орден Вранішнього Сонця 1-го класу (Японська імперія) (9 листопада 1937)
- Медаль за участь у Європейській війні (1915—1918) (Болгарське царство) (30 листопада 1937)
- Орден Білого Орла (Польща) (2 червня 1939)
- Великий Білий Хрест «За військово-морські заслуги» (Королівство Іспанія) (21 серпня 1939)
- Медаль «В пам'ять 1 жовтня 1938» (28 жовтня 1938) з Празьким градом (19 вересня 1939)
- Медаль «В пам’ять 22 березня 1939 року» (26 жовтня 1939)
- Застібка до Залізного хреста 2-го класу (30 вересня 1939)
- Застібка до Залізного хреста 1-го класу (30 вересня 1939)
- Лицарський хрест Залізного хреста (30 вересня 1939)
- Великий хрест ордена Меча (Швеція) (24 жовтня 1940)
- Великий хрест ордена Святого Олександра з мечами (Болгарське царство) (3 вересня 1941)
- Орден Михая Хороброго (Румунія):
  - 3-го класу (14 жовтня 1941)
  - 2-го класу (14 жовтня 1941)
  - 1-го класу (14 жовтня 1941)
- Великий хрест ордена Хреста Свободи (Фінляндія) (25 березня 1942)
- Кавалер Великого Хреста Савойського військового ордена (Королівство Італія) (4 квітня 1942)
- Великий Хрест ордена Корони короля Звонімира з мечами (Незалежна Держава Хорватія) (26 вересня 1942)
- Великий Хрест ордена Заслуг з мечами (Угорське королівство) (8 лютого 1943)
- Медаль за вислугу років у збройних силах I ступеня (за 25 років військової служби) (2 жовтня 1936)
  - Медаль за вислугу років у збройних силах II ступеня (за 18 років військової служби)
  - Медаль за вислугу років у збройних силах III ступеня (за 12 років військової служби)
  - Медаль за вислугу років у збройних силах IV ступеня (за 4 роки військової служби)

## Мемуари
- Редер, Эрих. Грос-адмирал = Mein Leben. — М. : ЗАО Центрполиграф, 2004. — 489 с. — (За линией фронта. Мемуары) — 7 000 прим. — ISBN 5–9524–1014–6. (рос.)